# Atac a Pula
L'atac a Pula va ser una acció naval realitzada a l'1 de novembre de 1918 per dos oficials de l'armada italiana contra la flota austrohongaresa ancorada al port de Pula (Ístria), que estava en procés de dissolució. L'acció va provocar l'enfonsament del cuirassat SMS Viribus Unitis.

## Antecedents
Des del començament de la Primera Guerra Mundial, la base fortificada austrohongaresa de Pula va ser un dels principals objectius de l'armada italiana, i encara va ser més quan es va fer evident que l'elecció tàctica d'armada austrohongaresa era oposar-se a la flota enemiga amb una flota de dissuasió, ancorada permanentment al port i sense participar en les batalles al mar. Durant el conflicte es va intentar diverses vegades, però sense èxit, atacar el port per a enfonsar alguns vaixells. La dificultat d'aquesta empresa es derivava principalment de la constant vigilància del port i de les diverses barreres que impedien l'acostament d'unitats enemigues. L'única manera d'entrar al port de Pula va ser a través d'unitats d'assalt petites, i així va ser que al juliol de 1918 un enginyer del Corpo del genio navale, el major Raffaele Rossetti, va elaborar un pla especial, basat en l'ús d'un particular mitjà que ell va dissenyar i que el va anomenar «mignatta» (sangonera).
Mentrestant, ja era evident que Àustria-Hongria havia perdut la guerra. L'emperador Carles I d'Àustria havia decidit entregar el cuirassat Viribus Unitis (el vaixell insígnia de la Flota Imperial) juntament amb la resta de la flota al Consell Nacional dels eslovens, croats i serbis creient que aquest últim es va adherir al recentment proclamat Estat dels eslovens, croats i serbis (que no va ser reconegut pel Regne de Sèrbia), una nova federació d'estats que continuava depenent d'Àustria-Hongria i defensada pel mateix emperador.
El 31 d'octubre de 1918, l'almirall Miklós Horthy va ser l'encarregat de lliurar als representants del Consell Nacional dels eslovens, croats i serbis de la flota de guerra ancorada a Pula. També va enviar una ordre en nom de Carles I als comandants militars de Pula, Kotor, Trieste, Rijeka i Šibenik perquè deixessin llibertat als mariners que no fossin de nacionalitat eslava meridional per a tornar amb les seves famílies amb l'atorgament d'una llicència il·limitada.
A la tarda del 31 d'octubre es va realitzar una breu cerimònia on els vaixells austrohongaresos van ser entregats formalment als quatre delegats de Pula del Consell Nacional dels eslovens, croats i serbis. La bandera imperial (en contra de les instruccions donades en nom de l'emperador que indicaven que «d'acord amb les normes internacionals no es podia canviar immediatament la bandera») es va baixar i es va substituir per la tricolor vermella-blanca-blava. Aquella mateixa tarda, el capità Janko Vuković de Podkapelski va prendre el comandament temporal de la flota. El Viribus Unitis va esdevenir el vaixell insígnia de la nova armada de les entitats dels eslaus del sud. En el mateix dia, a Zagreb, l'almirall Dragutin Prica va ser nomenat comandant en cap de l'armada militar iugoslava.

## L'atac

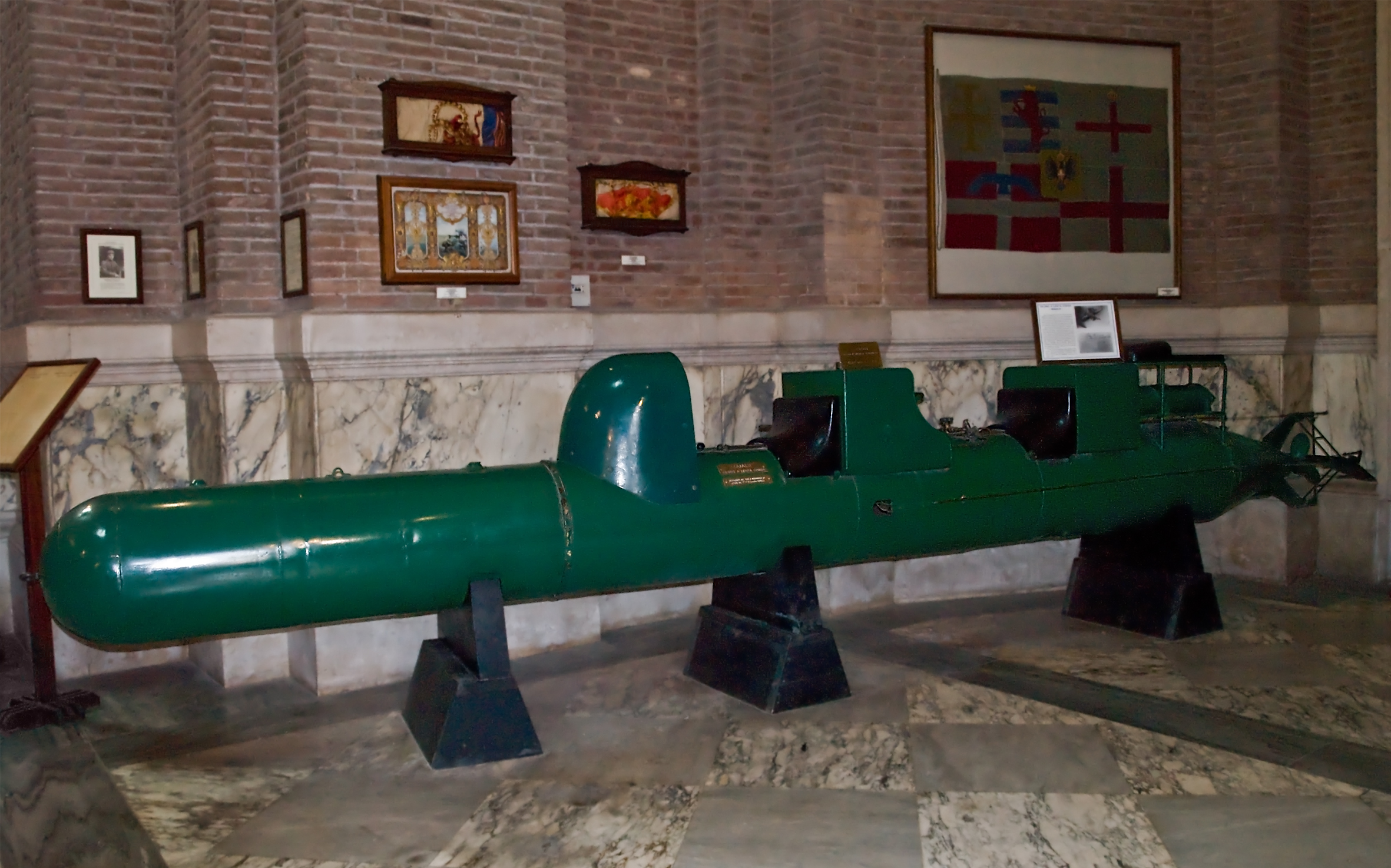
Siluro a Lenta Corsa (SLC), un model més modern de la mignatta

Aquests esdeveniments encara no eren coneguts pels italians. A la nit del 31 d'octubre, el major Raffaele Rossetti i el tinent metge Raffaele Paolucci ja havien sortit de Venècia a bord de dos MAS (Motoscafo Armato Silurante) amb una mignatta i escortats per dos torpediners. Van arribar fins a poques milles de l'entrada del port de Pula, que encara mantenia la vigilància militar que havia tingut durant la guerra, i els torpediners es van retirar. Els MAS van remolcar la mignatta fins a uns pocs centenars de metres de l'espigó del port. A les 22:18 h, els dos oficials es van dirigir cap a l'interior del port a bord de la mignatta, mentre que els MAS es van allunyar fins al punt on els hauria de recollir-los després de l'acció.

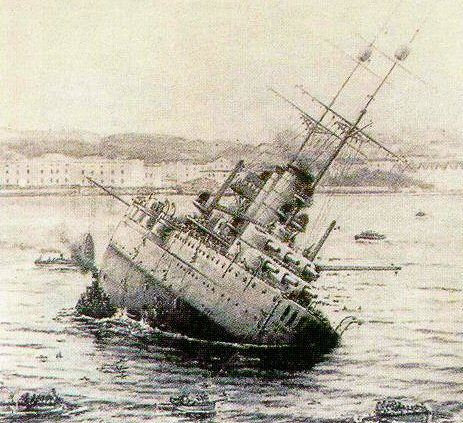
L'enfonsament del SMS Viribus Unitis vist des del SMS Tegetthoff

Arribar fins a l'objectiu era complex i arriscat: Rossetti i Paolucci van haver d'arrossegar la mignatta sobre els obstacles (l'espigó i tres línies de xarxes de filferro) i evadir la intensa vigilància austrohongaresa. Van passar desapercebuts entre els sentinelles de l'espigó, els vaixells de patrulla i un submarí que estava al port; els dos italians van arribar a prop dels vaixells ancorats al voltant de les 3:00 h. A les 4:45 h, després de més de sis hores a l'aigua, els dos oficials finalment van aconseguir posicionar-se a unes poques desenes de metres del Viribus Unitis. Rossetti es va separar de la mignatta i es va apropar al buc del vaixell amb una de les dues bombes que portaven, mentre que el seu company l'estava esperant sobre la mignatta que resultava difícil de maniobrar a causa del corrent. A les 5.30 h va poder fixar 200 kg. d'explosius al buc del vaixell i va programar el temporitzador per a fer detonar la càrrega d'explossius a les 6.30 h, però quan Rossetti va tornar amb Paolucci van ser il·luminats per la llum d'un projector i immediatament van ser descoberts. Abans de la captura, Paolucci va ser capaç d'activar la segona càrrega explosiva dins d'un bot que va deixar lliure, mentre que Rossetti va enfonsar la mignatta, ja que no la podia controlar i va encallar a prop del SMS Wien, que estava amarrat a prop.
Els dos italians van ser capturats i portats a bord del Viribus Unitis com a presoners, on van descobrir que l'alt comandament havia entregat la flota austrohongaresa de Pula a Iugoslàvia i que en el vaixell ja no onejava la bandera d'Àustria-Hongria. A les 6.00 h van advertir el capità Vuković que el cuirassat podria explotar en qualsevol moment. Ràpidament es va ordenar a tota la tripulació d'abandonar el vaixell immediatament, però no es va produir l'explosió a l'hora programada i la tripulació va tornar gradualment a bord, no donant crèdit a l'advertència de Rossetti i de Paolucci. A les 06:44 h es va produir l'explosió; el cuirassat es va inclinar a una banda i va començar a enfonsar-se ràpidament. L'acció va acabar amb més de 300 morts i desapareguts, entre ells el capità Vuković.

## Conseqüències
Dos dies després, el 3 de novembre de 1918, es va firmar a Pàdua l'armistici de Villa Giusti, que va donar fi a la guerra entre Àustria-Hongria i Itàlia i que es devia aplicar després de 24 hores.
El 5 de novembre, l'armada italiana va ocupar el port de Pula i van alliberar a Rossetti i a Paolucci. Per a l'èxit de l'empresa (i com ja estava previst en la legislació de l'època sobre el botí de guerra), Rossetti i Paolucci van rebre un premi d'1.300.000 de lires que es van dividir en parts iguals. Poc temps després, en assabentar-se de les precàries condicions econòmiques de la família del capità Vuković, Rossetti va entregar la seva part del premi a la seva vídua, descrivint al capità mort com «un adversari de guerra que, morint, em va deixar amb un exemple inesborrable de generosa humanitat.» Els diners es va utilitzar per a establir un fons fiduciari per a les vídues i mares d'altres víctimes de la guerra.
Rossetti i Paolucci van rebre la Medaglia d'oro al valor militare (Medalla d'or al valor militar). La inscripció de la medalla per a Rossetti va ser la següent:
| «Genialmente ideava un mirabile ordigno di guerra marittima, con amorosa tenacia ne curava personalmente la costruzione. Volle a sé riservato l'altissimo onore di impiegarlo e, con l'audacia dei forti, con un solo compagno penetrò di notte nel munito porto di Pola. Con mirabile freddezza attese il momento propizio e verso l'alba affondò la nave ammiraglia della flotta Austro-Ungarica. Pola, 1r. novembre 1918.» | «Enginyosament va inventar un admirable aparell de guerra marítim, amb amorosa tenacitat es va preocupar personalment de la construcció. Es va voler reservar el gran honor d'usar-lo i, amb l'audàcia dels forts, amb un sol company va penetrar de nit al port fortificat de Pula. Amb admirable sang freda va esperar el moment oportú i a la matinada va enfonsar el vaixell insígnia de la flota d'Àustria-Hongria. Pula, 1 de novembre de 1918.» |

Dues àncores del Viribus Unitis es mostren, respectivament, a l'entrada del Museu d'Història Naval de Venècia i en el Ministeri de l'Armada Italiana a Roma. El buc es va esbocinar amb els explosius i anys més tard va ser parcialment rescatat, però encara queden algunes parts en el fons que no són retirades per a no bloquejar el port durant el consegüent treball.